# Condado de Putnam (Virginia Occidental)
El condado de Putnam (en inglés: Putnam County), fundado en 1848, es uno de los 55 condados del estado estadounidense de Virginia Occidental. En el año 2000 tenía una población de 55.488 habitantes con una densidad poblacional de 58 personas por km². La sede del condado es Winfield.

## Geografía
Según la Oficina del Censo de los Estados Unidos, el condado tiene un área total de 906 km² (350 millas²). De estas 896 km² (346 mi²) son de tierra y 10 km² (4 mi²) son de agua. 

### Condados adyacentes
- Condado de Mason - norte
- Condado de Jackson - noreste
- Condado de Kanawha - este
- Condado de Lincoln - sur
- Condado de Cabell - oeste

### Carreteras
| - Interestatal 64 - U.S. Highway 35 - U.S. Highway 60 | - Ruta de Virginia Occidental 25 - Ruta de Virginia Occidental 34 - Ruta de Virginia Occidental 62 |

## Historia
El Condado de Putnam se formó en 1848, su nombre es en honor de Israel Putnam, general estadounidense en la Guerra de Independencia de los Estados Unidos.

## Demografía
Según el censo del año 2000, hay 51 589 personas, 20,028 cabezas de familia, y 15 281 familias que residen en el condado. La densidad de población es de 58 hab/km² (149 hab/mi²). La composición racial tiene:
- 97,97% Blancos (No Hispanos)
- 0,51% Hispanos (Todos los tipos)
- 0,56% Negros o Negros Americanos (No Hispanos)
- 0,13% Otras razas (No Hispanos)
- 0,58% Asiáticos (No Hispanos)
- 0,59% Mestizos (No Hispanos)
- 0,16% Nativos Americanos (No Hispanos)
- 0,02% Isleños (No Hispanos)

Hay 20 028 cabezas de familia, de los cuales el 35% tienen menores de 18 años viviendo con ellos, el 64.20% son parejas casadas viviendo juntas, el 8,90% son mujeres que forman una familia monoparental (sin cónyuge), y 23,70% no son familias. El tamaño promedio de una familia es de 2,56 miembros.
En el condado el 25% de la población tiene menos de 18 años, el 7,60% tiene de 18 a 24 años, el 30,40% tiene de 25 a 44, el 25,50% de 45 a 64, y el 11,60% son mayores de 65 años. La edad media es de 38 años. Por cada 100 mujeres hay 96,7 hombres. Por cada 100 mujeres mayores de 18 años hay 93,5 hombres.

## Economía
Los ingresos medios de un cabeza de familia el condado es de $41 892, y el ingreso medio familiar es $48 674.00 Los hombres tienen unos ingresos medios de $40 782 frente a $23 532 de las mujeres. El ingreso per cápita del condado es de $20 471.00 El 9,30% de la población y el 7,10% de las familias están debajo de la línea de pobreza. Del total de gente en esta situación, 11,30% tienen menos de 18 y el 7,60% tienen 65 años o más.

## Ciudades y pueblos
| - Bancroft - Buffalo - Eleanor - Hurricane | - Nitro - Poca - Winfield |

### Localidades no incorporadas
| - Black Betsy - Confidence - Fraziers Bottom - Hometown - Lanham - Liberty - Midway | - Pliny - Raymond City - Red House - Scott Depot - Teays - Teays Valley |